# Kurt Hasse

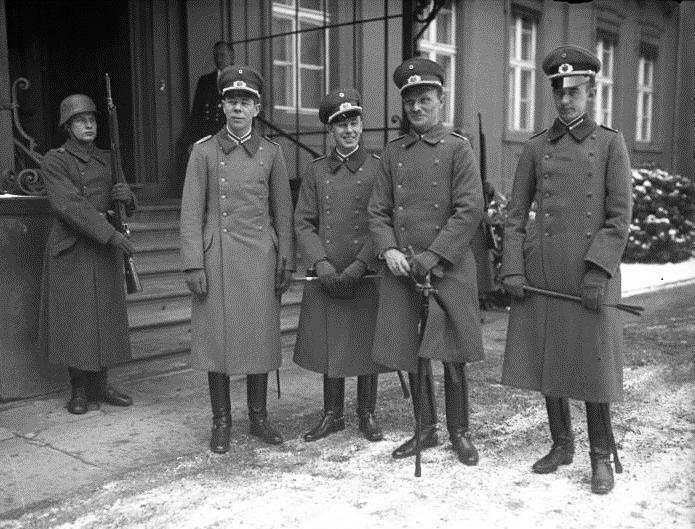
Kurt Hasse fjärde personen från vänster.

Kurt Hasse, född 7 februari 1907 i Mainz, död 9 januari 1944 på östfronten under andra världskriget i Sovjetunionen, var en tysk ryttare. Han dog under strid i andra världskriget.
Hasse blev olympisk mästare i hoppning vid sommarspelen 1936 i Berlin.